# Campeonato Europeu de Halterofilismo de 1898
O 3º Campeonato Europeu de Halterofilismo foi realizado em Amsterdam, nos Países Baixos ao longo de 1898 ou em 25 de outubro de 1899 (datas divergentes).

## Medalhistas
| Evento           | Ouro                       | Prata                          | Bronze                             |
| ---------------- | -------------------------- | ------------------------------ | ---------------------------------- |
| Categoria aberta | François De Haes · Bélgica | Jospeh Balkman · Países Baixos | Carl van den Brock · Países Baixos |

Notas
1. ↑  Ou Philipp De Haes[2]

## Quadro de medalhas
| Ordem | País          | Medalha de ouro | Medalha de prata | Medalha de bronze | Total |
| ----- | ------------- | --------------- | ---------------- | ----------------- | ----- |
| 1     | Bélgica       | 1               | 0                | 0                 | 1     |
| 2     | Países Baixos | 0               | 1                | 1                 | 2     |
| Total | Total         | 1               | 1                | 1                 | 3     |